# فولفغانغ بوش
فولفغانغ بوش (بالإنجليزية: Wolfgang Busch)‏ هو مخرج أمريكي، ولد في 6 نوفمبر 1955 في هيبنهايم في ألمانيا.

## وصلات خارجية
- فولفغانغ بوش على موقع IMDb (الإنجليزية)